# Das Geheimnis des Zauberschwertes
Das Geheimnis des Zauberschwertes ist ein US-amerikanischer Fantasy-Science-Fiction-Zeichentrickfilm aus dem Jahr 1985, der auf dem Figurenkosmos der Spielzeugreihe Masters of the Universe aufbaut. Er kam am 22. März 1985 in die US-amerikanischen Kinos und spielte knapp 7,7 Millionen US-Dollar ein. Die westdeutschen Kinos zeigten Das Geheimnis des Zauberschwertes ab dem 11. Dezember 1986.

## Handlung
Auf dem Planeten Eternia hat die Zauberin von Castle Grayskull einen Traum, in dem das neugeborene Mädchen Adora von dem Schurken Hordak in eine andere Dimension entführt wird. Als die Zauberin erwacht, sieht sie ein Schwert vor sich schweben, das dem Zauberschwert von He-Man, dem Anführer der Verteidiger Eternias gegen Skeletor und seine Krieger des Bösen, sehr ähnelt. Das Schwert zeigt ihr den Weg zu einem versteckten Dimensionsportal.
Die Zauberin ruft daraufhin Adam und Cringer – die wahren Identitäten von He-Man und dessen Kampftiger Battle-Cat – zu sich und schickt beide mit dem Schwert durch das Portal. Es stellt sich heraus, dass auf der Welt hinter dem Portal, dem Planeten Etheria, die Menschen von Hordak und seiner Horde unterdrückt werden. Nur eine kleine Rebellion stellt sich ihnen entgegen. Adam schließt sich als He-Man der Rebellion an und erkennt bei einem Kampf zwischen der Rebellion und der Horde, dass Force Commander Adora, die rechte Hand von Hordak, diejenige sein muss, der er das Schwert bringen muss.
He-Man kann Adora davon überzeugen, dass die Horde in Wirklichkeit böse ist und nicht die Rebellion, wie es Hordak behauptet. Es stellt sich heraus, dass Adora die Zwillingsschwester von Adam ist. Sie wurde als Neugeborenes von Hordak aus Rache nach Etheria entführt, als dessen Angriff auf Eternia gescheitert war. Adam sollte auch entführt werden, konnte jedoch rechtzeitig gerettet werden. Skeletor, der Protegé von Hordak, verblieb auf Eternia, aus Angst vor Hordak, da es ihm nicht gelungen war, He-Man zu entführen.
Mit Hilfe des Schwertes, das He-Man Adora mitbrachte, verwandelt sich Adora in She-Ra. Sie befreit He-Man und schließt sich der Rebellion an. Sie möchte aber zuerst ihre Eltern, König Randor und Königin Marlena von Eternia, kennenlernen. Zusammen mit Adam durchschreitet sie das Dimensionsportal. Dabei gelingt es auch Hordak nach Eternia zu gelangen, wo er sich umgehend auf den Weg nach Snake Mountain, seinen ehemaligen Stützpunkt, macht.
Auf Etheria plant die Rebellion das von der Horde besetzte Schloss Bright Moon zu befreien. Als She-Ra und He-Man eintreffen, erscheint eine Armee von Tieren, die die Rebellion bei der Schlacht unterstützen wollen.
Die Schlacht um Bright Moon endet mit einem Sieg der Rebellen, doch bevor Hordak zusammen mit Shadow Weaver flieht, warnt er She-Ra, dass eine siegreiche Schlacht keinen siegreichen Krieg bedeute. Bei der Siegesfeier verkündet She-Ra, dass sie nicht nach Eternia zurückkehren könne, weil die Bewohner Etherias sie weiterhin bräuchten, und verlässt mit ihrem fliegenden Einhorn Swift Wind das Schlachtfeld.

## Kritiken
„Ein schlecht gezeichneter martialischer Zeichentrickfilm, gedanklich wie formal gleichermaßen monoton.“

## Sonstiges
- Bei Das Geheimnis des Zauberschwertes handelt es sich um einen Zusammenschnitt der ersten fünf regulären Folgen der Zeichentrickserie She-Ra: Princess of Power, deren Zweck es war, die Serie bereits vor dem Start einem breiteren Publikum bekannt zu machen. She-Ra: Princess of Power war die Nachfolgeserie von He-Man and the Masters of the Universe. Wie die beiden Serien wurde auch der Film von Filmation produziert.
- Das Geheimnis des Zauberschwertes wurde, anders als die She-Ra-TV-Serie, von den Sprechern der Europa-Hörspielreihe synchronisiert, wodurch sich bei diesem Film alle Stimmen von denen der Fernsehserie unterscheiden.
- Das Geheimnis des Zauberschwertes wurde am 5. Dezember 2005 erstmals auf DVD in Deutschland veröffentlicht. Am 12. April 2007 erschien der Film erneut auf DVD, diesmal inklusive der ungekürzten Fassung, allerdings nur in englischer Sprache.
- Sabine Schulz wird im Vorspann als Synchronsprecherin für Teela aufgeführt, die jedoch aufgrund der gekürzten Handlungspassagen gar nicht zu sehen ist.

## Synchronisation
| Rolle                         | Synchronsprecher   |
| ----------------------------- | ------------------ |
| He-Man/Prinz Adam             | Norbert Langer     |
| She-Ra/Adora                  | Evelyn Maron       |
| Hordak                        | Kurt Goldstein     |
| Skeletor                      | Edgar Ott          |
| Zauberin von Castle Grayskull | Karin Buchholz     |
| Cringer/Battle-Cat            | Jochen Sehrndt     |
| Kowl                          | Gudrun Genest      |
| Glimmer                       | Marion von Stengel |
| Königin Angella               | Bettina Schön      |
| Bow                           | Thomas Danneberg   |
| Catra                         | Barbara Ratthey    |
| Grizzlor                      | Alexander Herzog   |
| Spragg                        | Wilfried Herbst    |